# قوانين الأسلحة في بولندا
تسمح القوانين البولندية بامتلاك الأسلحة الحديثة لأغراض الصيد ورياضات الرماية والتحف وفقًا لتصريح صادر عن الشرطة، وذلك للأشخاص الذين يمكنهم تقديم سبب مهم. يشترط ذلك الانضمام إلى منظمات مناسبة. بينما يُسمح باستخدام الأسلحة للدفاع عن النفس، لكن يتطلب هذا إثباتًا على تهديد الحياة أو الصحة أو الملكية ونادرًا ما يُسمح به. تُعطى الأسلحة النارية القديمة أو تماثيلها وبعض بنادق الهواء دون الحاجة إلى تصريح. تعد بولندا الدولة رقم 166 في العالم من حيث التسلح بنحو 2.5 سلاح ناري لكل 100 شخص. لدى أقل من 0.8% من المواطنين تصاريح سارية لامتلاك الأسلحة النارية.

## التاريخ

### الجمهورية البولندية الثانية
أصدر يوزف بيوسودسكي، الرئيس الفعلي للدولة الجديدة، في 25 يناير 1919، مرسومًا ليصبح أول قانون بولندي يتعامل مع امتلاك الأسلحة. ظلت القوانين المسنونة أول الأمر خلال تقاسم بولندا سارية في بعض أجزاء البلاد حتى عام 1932. صدر تصريح امتلاك الأسلحة في عام 1922 بموجب تعليمات براءة التمليك النمساوية الصادرة في 24 نوفمبر 1852. أشار مرسوم يناير 1919 إلى أن المدنيين يحتاجون تصريحًا من الحكومة لشراء وامتلاك الأسلحة الطويلة لأغراض الصيد أو الأسلحة اليدوية لأغراض الدفاع عن النفس. أُسندت سلطة منح التصاريح، بموجب أمر تنفيذي آخر في عام 1919، بعد قرار صدر عن وزير الشؤون الداخلية، إلى الشرطة البولندية. نقل أمر آخر في عام 1920 هذه السلطة إلى الإدارة المدنية المحلية وحدد أن تصدر تصاريح الدفاع عن النفس «فقط عند الضرورة». لم يذكر القانون أي شروط محددة للحصول على الأسلحة، لذا في الواقع كانت السلطات صاحبة القرار. حُظرت حيازة الأسلحة من النوع العسكري، وقُدر عقاب حمل الأسلحة من دون تصريح بالسجن لمدة تصل إلى ثلاثة أشهر أو غرامة لا تتجاوز 3000 ماركا بولندية، أو لمدة تصل إلى عام وغرامة تصل إلى 5000 ماركا بولندية في حالة الأسلحة العسكرية (ولم يُذكر تفصيلات إضافية حولها).
استُبدل المرسوم السابق بأمر تنفيذي أكثر شمولية صدر عن رئيس جمهورية بولندا في 27 أكتوبر 1932، نظم التجارة والحيازة والاستيراد والتصدير ونقل الأسلحة والذخائر والمتفجرات. أنشأ تصاريح لحيازة الأسلحة في المنزل ولحمل الأسلحة في الأماكن العامة، ويسري كلاهما لمدة تصل إلى ثلاث سنوات. ولم يسمح التصريح، الخاص بجمع الأسلحة للأغراض التاريخية أو العلمية أو التذكارية، الصادر لمدة غير محددة، لصاحب هذه المجموعة بشراء الذخيرة أو البارود.  تصدر السلطات المحلية على مستوى البوفيات التصاريح. كان الأشخاص المحظورون هم الأطفال الذين تقل أعمارهم عن 17 عامًا، والأشخاص الذين يعانون من أمراض نفسية أو إدمان الكحول أو المخدرات، والمشردين، أو الأشخاص الذين اتُهموا مرتين بالمخالفة نفسها لقانون الأسلحة. وإلا فللسلطات كامل القرار، كتقييم ما إذا كان المتقدم لا يشكل تهديدًا على الحكومة أو الأمن والنظام العام. كما وُجدت تصاريح مؤسسية مخصصة للمؤسسات الحكومية والشركات والمنظمات شبه العسكرية وغيرها. حُظرت حيازة الأسلحة من النوع العسكري (قطع المدفعية ومسدسات وبنادق الرشاش الكاملة والبنادق نصف الآلية والمتكررة التي كانت في الاستخدام العادي من قبل الجيش). لم تخضع الأسلحة التاريخية المصنوعة قبل عام 1850 وبنادق الهواء التي يبلغ قطرها حتى 6 مم لأي قيود. كان عقاب حمل الأسلحة العسكرية بلا تصريح السجن لمدة تصل إلى 3 سنوات؛ أما بالنسبة إلى الأسلحة الأخرى، فتصل عقوبتها إلى 6 أشهر في السجن أو غرامة تصل إلى 5000 زلوتي بولندي.

### جمهورية بولندا الشعبية
اعتُبر الأمر التنفيذي الصادر في عام 1932 ملزمًا بعد الحرب، في جمهورية بولندا الشعبية، حتى صدور قانون جديد في عام 1961. قيدت العديد من التعديلات أو القوانين الأخرى، بالإضافة إلى الواقع الفعلي حينئذ، بشدة حيازة الأسلحة من قبل المدنيين، ما جعل حيازة الأسلحة مقتصرة على المسؤولين الحكوميين والشخصيات السياسية المهمة والموالين للحزب الحاكم. أصدر وزير الأمن العام ستانيسلاف رادكيفيتش لائحة بعد نحو شهر واحد من انتهاء الحرب العالمية الثانية، ألغت جميع تصاريح حمل الأسلحة اعتبارًا من 15 يوليو 1945، وطُلب من جميع أصحاب التصاريح الحصول على تصاريح جديدة أو إيداع أسلحتهم وتصاريحهم في الفرع المحلي لوزارة الأمن العام. لم تذكر اللائحة سوى موظفي الإدارة العامة كحاملي التصاريح المحتملين، التي تطلب بين الأوراق المطلوبة بيانًا من أعلى مسؤول في المقاطعة يشهد بأن المتقدم يحتاج إلى حمل السلاح. استُبدلت اللائحة في عام 1946 بلائحة أكثر شمولية، والتي تشمل أيضًا الصيادين وأعضاء الجمعيات الرسمية المعينة للرماية، ولكنها اختصرت فترات صلاحية التصاريح إلى ستة أشهر لأسلحة الصيد والرياضة وثلاثة أشهر للأسلحة الأخرى. تفردت السلطات بالقرار إزاء منح وسحب التصاريح. كانت العقوبات لحيازة الأسلحة غير القانونية شديدة، إذ جاء في مرسوم، صادر في 13 يونيو 1946، أن عقاب الحيازة غير المصرح بها للأسلحة أو الذخيرة أو المتفجرات، السجن لمدة لا تقل عن 5 سنوات أو السجن مدى الحياة أو الإعدام. نُقلت المسؤولية الإدارية لتصاريح الأسلحة إلى الشرطة الشعبية في عام 1955. قُيدت بنادق الهواء في لائحة صادرة في 16 يناير 1958، وخضعت لنفس اللوائح الخاصة بالأسلحة النارية.
استُبدل الأمر التنفيذي قبل الحرب بقانون جديد في 31 يناير 1961. مُنحت المسؤولية الإدارية لتصاريح الأسلحة لأفرع الشرطة الشعبية على مستوى المحافظات أو البوفيات. نُفذت التعديلات وفقًا لعدة تغييرات في التقسيم الإداري لجمهورية بولندا الشعبية خلال فترة صلاحية هذا القانون. نُقلت مسؤولية إصدار التصاريح لأسلحة الهواء إلى المحطات المحلية (المدينة أو المقاطعة) في عام 1975. للشرطة الشعبية كامل السلطة لتقرير ما إذا «سوغت الظروف الفعلية إصدار التصريح»، ويمكن سحب التصريح بانعدام الظرف. كما بإمكانهم الامتناع عن تقديم أي تبرير للرفض أو سحب التصريح، بناءً على «أمن الدولة أو مصلحة النظام العام». كما تحدد التصريحات ما إذا كان صاحب السلاح مسموح له بحمل السلاح أو فقط الاحتفاظ به في المواقع المحددة. كانت التصاريح سارية لمدة تصل إلى عام واحد (عُدلت في وقت لاحق لتصل إلى 3 سنوات) للأسلحة النارية القصيرة والأسلحة النارية العسكرية، أو لمدة تصل إلى 5 سنوات لأسلحة الصيد والرياضة. أُحيلت المسؤولية الإدارية بشأن تصاريح الأسلحة، في عام 1986، إلى الفروع المحلية أو أفرع وزارة الأمن العام بالمحافظات، ونُقلت في عام 1990 إلى الشرطة المشكّلة حديثًا. أُلغيت مدة سريان تصاريح الأسلحة في عام 1994، ما جعلها صالحة دائمًا حتى السحب بإجراء إداري.
مُدد، في عام 1986، قانون عام 1961، الذي يغطي في الأصل الأسلحة النارية فقط (المعرّفة على نحو فضفاض بأنها «الأسلحة النارية القصيرة أو أسلحة الصيد والرياضة») ويستثني الأسلحة النارية المصنعة قبل عام 1850، ليشمل أيضًا الأسلحة القاتلة الأقل خطورة مثل مسدسات الغاز ومسدسات الإنذار ومسدسات الإضاءة، ومُدد في عام 1990 ليغطي أيضًا الصعاقات والنشابية والسكاكين المخفية والعصي المطاطية ذات الأطراف الصلبة أو الأدوات، والننشاكو والبرجمية. تُخفف القيود على حيازة بنادق الإنذار بقياس يصل إلى 6 ملم. استمرت هذه الأحكام الأخيرة حتى يومنا هذا.
لا يجوز إصدار التصاريح للأشخاص الذين تقل أعمارهم عن 18 عامًا (ومع ذلك، يمكن إصدار تصاريح لأسلحة الرياضة للأشخاص الذين تزيد أعمارهم عن 16 عامًا)، والمصابين بأمراض عقلية، والمعروفين بإدمان المخدرات أو الكحول، الذين ليس لديهم عنوان مسجل رسميًا للإقامة الدائمة أو مصدر رسمي للدخل، أو الأشخاص الذين يمكنهم في رأي الشرطة استخدام الأسلحة «بمخالفة مصلحة أمن الدولة أو النظام العام». أُلزمت الشرطة بسحب التصريح إذا اكتشفت لاحقًا أن حامل التصريح ينتمي إلى إحدى المجموعات المذكورة. كما كان للسلطة المانحة صلاحية «التحقق مما إذا كان المتقدم ملمًا بقوانين الأسلحة»، ولم يوضع امتحان رسمي. كما كان يُحظر حمل الأسلحة المعبأة في وسائل النقل العام. كما كان يمكن لوزير الشؤون الداخلية سنّ حظر مؤقت على الأسلحة النارية والأمر بوضع كافة الأسلحة الخاصة في إيداع الشرطة. سرى هذا الحظر قبل إعلان الأحكام العرفية في بولندا عام 1981.
كما كان يُعاقب بالسجن لمدة تصل إلى ثلاثة أشهر أو بغرامة تصل إلى 4,500 زلوتي بولندي على تصنيع الأسلحة النارية أو حيازتها أو بيعها أو نقلها بطريقة غير قانونية، بالإضافة إلى المخالفات الطفيفة الأخرى كالحمل ضد شروط التصريح أو اللوائح وعدم الإبلاغ عن تغيير محل الإقامة. يُعاقب على البيع أو النقل غير القانوني للأسلحة النارية أو الذخائر أو المتفجرات بالسجن لمدة تصل إلى 3 سنوات.